# Sejenice
Sejenice este o localitate din comuna Trebnje, Slovenia, cu o populație de 22 de locuitori.